# Kumenan
Kumenan (jap. 久米南町 Kumenan-chō) – miasto w Japonii, na wyspie Honsiu, w prefekturze Okayama. Według danych na rok 2020 miejscowość zamieszkiwało 4 530 mieszkańców , a gęstość zaludnienia wyniosła 57,6 os./km².